# Rigsgreve
En rigsgreve (tysk: Reichsgraf) var en standstitel gyldig i hele Det tysk-romerske rige, der enten betegnede en besidder af et rigsgrevskab (tysk: Reichsgrafschaft) eller var en æresbevisning fra den tysk-romerske kejser. Rigsgrevskabet var et rigsumiddelbart territorium, der ikke var underlagt andre lensherrer end kejseren. Dermed var rigsgrevskaber selvstændige stater.
Omkring 1521 fandtes der 144 rigsgrevskaber. Tallet faldt inden 1792 til 99, fordi greveslægterne uddøde, eller blev ophøjet til rigsfyrstelig rang, mediatiseret (dvs. tilsluttet større nabostater) eller forlod riget. Omvendt kom enkelte nye rigsgrever til ved delingen af grevehuse eller på grund af ophøjelse til rigsgrevestanden. Ved opløsningen af Det tysk-romerske Rige 1806 mistede begrebet sin betydning og mange rigsgrevskaber deres selvstændighed.
Langt fra alle grever i Det tysk-romerske Rige var rigsgrever. De fleste grever var underlagt andre lensherrer som hertuger, kurfyrster og fyrster. Rigsgrevetitlen indebar yderligere privilegier til selve greverangen. Rigsgreverne hørte fx til rigsstænderne og var repræsenteret ved rigsdagene, men havde ikke personlig stemmeret. Fra 1600-tallet organiserede rigsgreverne sig i fire kollegier, som kunne afgive én fælles stemme, (kuriatsstemme). Disse kollegier var den frankiske, schwabiske, westfalske og wetterauiske "grevebænk" (Fränkische, Schwäbische, Westfälische og Wetterauische Grafenbank).
Henimod slutningen af Det tysk-romerske Riges eksistens havde disse grevebænke flere medlemmer end antallet af autonome rigsgrevskaber. Der var to grunde til det:
Dels blev en del rigsgrevskaber overtaget af rigsfyrster. Selv om rigsgrevskabet dermed var blevet indlemmet i en anden stat, gik dets stemme ikke tabt, men blev varetaget af fyrsten.
Dels blev der fra slutningen af 1600-tallet uddelt personlige rigsgrevetitler. Sådanne rigsgrever, personalister, var altså ikke herskere over et eget territorium.
De fleste forhenværende rigsgrevskaber blev i 1806 mediatiseret gennem medlemslandene i Rhinforbundet. Resten blev ophøjet til fyrsterangen og fortsatte som suveræne stater. Før oprettelsen af Rhinforbundet fandtes der stadig 74 rigsgrevskaber.